# 宁城县
宁城县是内蒙古自治区赤峰市下辖的一个县。面积4305平方公里，县人民政府驻天义镇。

## 历史
寧城縣歷史悠久，新石器時代屬紅山文化。秦漢時期先後為東胡、鮮卑所據。唐代设饶乐都督府。遼代中京大定府就在今大明鎮鐵匠營，是遼五京之一。金天德五年（1153年）三月，金海陵王正式迁都中都，原遼中京也成为金的陪都北京大定府。元初，改為北京總管府，至元二十五年（1288年）又改為中書省武平路，派重兵駐守。
明洪武二十年（1387年）設大寧衛，屬大寧都指揮使司，永樂元年（1403年）撤銷。明中後期，由兀良哈三衛之朵顏衛、哈剌嗔等蒙古部落雜處。清初，宁城地区属卓索图盟各旗轄地。隨著漢人放墾蒙旗牧地，出現蒙漢分治局面。嘉庆十八年（1813年），在大明城西嘎斯营子设大宁州判署（亦称平泉分州署，民间称“嘎县”），专管蒙汉互讼。
民初，改平泉州为平泉县，屬热河特别区，宁城县境汉人归其管辖。1931年析平泉县四、五、六区并喀喇沁中旗的小部分设宁城设治局。1932年10月1日，国民政府将宁城设治局改为宁城县，属热河省。滿洲國時期未變。1948年与喀喇沁中旗合并建联合政府，驻八里罕。1949年中共建政後恢复宁城县，1954年县政府迁驻天义镇。1956年划归内蒙古自治区。1969-1979年曾归辽宁省辖。

## 地震
1290年（元至元二十七年）9月27日，直隶地震，據《元史·赵孟頫传》記載，约10万人遇难。
地震摧毁了宁城480个仓库及数不清的房屋。昌平、河间、雄县、任丘、保定、献县和霸县也受到了影响。地震严重破坏了义县奉国寺。

## 行政区划
宁城县下辖13个镇、2个乡：
天义镇、小城子镇、大城子镇、八里罕镇、黑里河镇、右北平镇、大双庙镇、汐子镇、大明镇、忙农镇、五化镇、三座店镇、必斯营子镇、一肯中乡、存金沟乡、中京工业园、塞飞亚食品工业园、八里罕酒业园区、再生资源产业园、生物科技产业园区、汐子工业园和农机产业园区。

## 人口
根據第七次人口普查數據，截至2020年11月1日零時，寧城縣常住人口為484397人。

## 经济
- 农业：主要生产玉米，大棚蔬菜,大豆，高粱。
- 工业：采矿业,酿酒业，熟食品加工。

## 旅游
- 黑里河自然风景区
- 打虎石水库
- 辽中京遗址（大明塔）
- 法轮寺
- 葫芦屿景区
- 黑城遗址
- 汉代哨所遗址（福峰山风景区）
- 热水旅游开发区（温泉疗养休闲）

## 古生物
- 道虎沟化石层生物群（九龙山组，中侏罗统，约1.65亿年前）位於本縣山头乡的道虎沟村[9]。